# Liste der Kulturdenkmale in Pappritz (Dresden)
Die Liste der Kulturdenkmale in Pappritz umfasst jegliche Kulturdenkmale der Dresdner Gemarkung Pappritz.

## Legende
- Bild: Bild des Kulturdenkmals, ggf. zusätzlich mit einem Link zu weiteren Fotos des Kulturdenkmals im Medienarchiv Wikimedia Commons. Wenn man auf das Kamerasymbol klickt, können Fotos zu Kulturdenkmalen aus dieser Liste hochgeladen werden:
- Bezeichnung: Denkmalgeschützte Objekte und ggf. Bauwerksname des Kulturdenkmals
- Lage: Straßenname und Hausnummer oder Flurstücknummer des Kulturdenkmals. Die Grundsortierung der Liste erfolgt nach dieser Adresse. Der Link (Karte) führt zu verschiedenen Kartendiensten mit der Position des Kulturdenkmals. Fehlt dieser Link, wurden die Koordinaten noch nicht eingetragen. Sind diese bekannt, können sie über ein Tool mit einer Kartenansicht einfach nachgetragen werden. In dieser Kartenansicht sind Kulturdenkmale ohne Koordinaten mit einem roten bzw. orangen Marker dargestellt und können durch Verschieben auf die richtige Position in der Karte mit Koordinaten versehen werden. Kulturdenkmale ohne Bild sind an einem blauen bzw. roten Marker erkennbar.
- Datierung: Baubeginn, Fertigstellung, Datum der Erstnennung oder grobe zeitliche Einordnung entsprechend des Eintrags in der sächsischen Denkmaldatenbank
- Beschreibung: Kurzcharakteristik des Kulturdenkmals entsprechend des Eintrags in der sächsischen Denkmaldatenbank, ggf. ergänzt durch die dort nur selten veröffentlichten Erfassungstexte oder zusätzliche Informationen
- ID: Vom Landesamt für Denkmalpflege Sachsen vergebene, das Kulturdenkmal eindeutig identifizierende Objekt-Nummer. Der Link führt zum PDF-Denkmaldokument des Landesamtes für Denkmalpflege Sachsen. Bei ehemaligen Kulturdenkmalen können die Objektnummern unbekannt sein und deshalb fehlen bzw. die Links von aus der Datenbank entfernten Objektnummern ins Leere führen. Ein ggf. vorhandenes Icon  führt zu den Angaben des Kulturdenkmals bei Wikidata.

## Liste der Kulturdenkmale in Pappritz
| Bild           | Bezeichnung                                  | Lage                             | Datierung                          | Beschreibung | ID       |
| -------------- | -------------------------------------------- | -------------------------------- | ---------------------------------- | --- | -------- |
|                | Handschwengelpumpe und Brunnenhaus           | Am Dorfteich (Karte)             | 19. Jh. (Handschwengelpumpe)       | versorgungsgeschichtlich von Bedeutung | 09283261 |
| Weitere Bilder | Kriegerdenkmal                               | Am Dorfteich (Karte)             | nach 1918 (Kriegerdenkmal)         | Denkmal für die im Ersten Weltkrieg Gefallenen, mit Einrahmungsgitter | 09283276 |
|                | Dorfteich mit Ufermauer aus Sandsteinquadern | Am Dorfteich (Karte)             |                                    | Dorfteich mit Ufermauer aus Sandsteinquadern | 09283260 |
| Weitere Bilder | Bäuerliches Wohnhaus                         | Am Dorfteich 4b (Karte)          | Hofeinfahrt bez. 1835 (Bauernhaus) | Bäuerliches Wohnhaus (Fachwerk, ruinös) eines ehem. Dreiseithofes, mit Hofeinfahrt, Torpfeiler und Taubenhaus | 09283258 |
|                | Bäuerliches Wohnhaus (Fachwerk)              | Am Dorfteich 6 (Karte)           | bezeichnet 1779 (Bauernhaus)       | im Portal bezeichnet, Fachwerk | 09283277 |
| Weitere Bilder | Wohnhaus mit Einfriedung                     | Am Rainchen 7 (Karte)            | um 1910 (Wohnhaus)                 | villenartig, mit weitgehend schmucklosen Fassaden und hohem Mansardwalmdach typischer Vertreter des um 1910 vorherrschenden Reformstils, baugeschichtlich bedeutend, weist zudem auf die allmähliche Verstädterung von Pappritz Ende 19. Jahrhundert und um 1900, deshalb auch stadtentwicklungsgeschichtlich von Belang | 09283279 |
|                | Wohnhaus mit Hintergebäude                   | Freundschaftsring 3 (Karte)      | 1890/1900 (Wohnhaus)               | Wohnhaus mit Hintergebäude, frei stehend, Giebel mit Fachwerk | 09283273 |
|                | Wohnhaus mit Nebengebäude                    | Freundschaftsring 12; 14 (Karte) | 1890/1900 (Wohnhaus)               | Doppelwohnhaus, Nebengebäude und Einfriedung in offener Bebauung | 09283271 |
|                | Wohnhaus/Landhaus                            | Freundschaftsring 19 (Karte)     | 1908 (Wohnhaus)                    | Giebel mit Fachwerk, im Sinne des Heimatstils markantes Beispiel der versachlichten Architektur nach 1900, von Karl Emil Scherz, einem lokal bedeutenden Architekten entworfen, vor allem baugeschichtlich bedeutend | 09283272 |
| Weitere Bilder | Ehem. Schulgebäude                           | Schulstraße 8 (Karte)            | bezeichnet 1883 (Schule)           | Ehem. Schulgebäude mit Stützmauer und Einfriedung, ortgeschichtlich bedeutend | 09283267 |
|                | Wohnhaus mit Anklängen an Schweizer Stil     | Schulstraße 24 (Karte)           | um 1870 (Wohnhaus)                 | mit Anklängen an Schweizer Stil, eingeschossig mit zweigeschossigem Mittelrisalit mit Dreiecksgiebel und Einfriedung | 09283280 |
|                | Doppelwohnhaus                               | Straße des Friedens 6; 8 (Karte) | 1929 (Wohnhaus)                    | Doppelwohnhaus | 09283270 |
| Weitere Bilder | Bäuerliches Wohnhaus                         | Straße des Friedens 25 (Karte)   | 2. Viertel 19. Jh. (Wohnhaus)      | ortsbildprägend | 09283263 |
|                | Wohnstallhaus, Scheune und Seitengebäude     | Straße des Friedens 34 (Karte)   | bezeichnet 1829 (Wohnstallhaus)    | Wohnstallhaus, Scheune und Seitengebäude (Stallgebäude) eines Dreiseithofes, mit Hofeinfahrt, im Türsturz bezeichnet, Wohnstallhaus Fachwerk, Scheune Fachwerk | 09283262 |
|                | Wohnhaus mit Hausbrunnen                     | Straße des Friedens 35 (Karte)   | 1. Hälfte 19. Jh. (Wohnhaus)       | frei stehend, kleinbäuerliches Anwesen oder Häuslerei mit seitlicher Scheune, charakteristischer ländlicher Bau seiner Zeit, baugeschichtlich und ortsgeschichtlich bedeutend, eines der letzten noch weitgehend ursprünglich erhaltenen älteren Häuser von Pappritz, was seinen Seltenheitswert begründet               | 09283278 |

## Ehemalige Kulturdenkmale
| Bild | Bezeichnung | Lage                           | Datierung | Beschreibung                     | ID |
| ---- | ----------- | ------------------------------ | --------- | -------------------------------- | -- |
|      | Wohnhaus    | Am Dorfteich 3 (Karte)         |           | bäuerliches Wohnhaus und Scheune |    |
|      | Wohnhaus    | Straße des Friedens 19 (Karte) |           | Wohnstallhaus                    |    |